# Miobantia rustica
Miobantia rustica är en bönsyrseart som beskrevs av Fabricius 1781. Miobantia rustica ingår i släktet Miobantia och familjen Thespidae. Inga underarter finns listade i Catalogue of Life.